# Pyszma (obwód swierdłowski)
Pyszma (ros. Пышма) – osiedle typu miejskiego w Rosji, w obwodzie swierdłowskim, ośrodek administracyjny rejonu pyszmińskiego. W 2010 liczyło 9806 mieszkańców.